# Barbus choloensis
Barbus choloensis là một loài cá vây tia thuộc họ Cyprinidae. Loài này chỉ có ở Malawi và môi trường sống tự nhiên của chúng là sông ngòi.